# Personnages de Rayman
 (février 2015).
Si vous disposez d'ouvrages ou d'articles de référence ou si vous connaissez des sites web de qualité traitant du thème abordé ici, merci de compléter l'article en donnant les références utiles à sa vérifiabilité et en les liant à la section « Notes et références ».
Cet article regroupe tous les personnages de la série de jeux vidéo Rayman, développée par Ubisoft.

## Protagonistes

### Rayman
Rayman est le héros de la série. Il n'a ni bras, ni jambes, ni cou. Par contre il possède des mains et des pieds, qui sont en mesure de se déplacer de façon autonome par rapport à son corps. Il est capable de lancer à longue distance son poing, c'est d'ailleurs ce qui fait l'originalité du personnage. Il peut aussi utiliser ses cheveux pour flotter en les faisant tourner dans le style d'un hélicoptère. Il porte généralement des gants blancs, il a un corps ovale, un t-shirt de couleur violette avec une raie blanche en forme de "O" dessus. Il porte également des chaussures de sport jaune. Il mesure 1 mètre 60.

### Globox
Globox est une créature douce et sensible qui apparaît à partir du second opus de la série. C'est le meilleur ami de Rayman. Il a été créé par Polokus. Il fait partie des habitants non-magiques de la Croisée des Rêves. Il aurait été créé grâce au sens de l'humour de l'Esprit du Monde. Globox est marié à Uglette, avec qui il a eu plus de 650 enfants. C'est un personnage assez lâche qui a la caractéristique de fuir à la vue de tout ennemi, laissant Rayman seul pour les combattre. Il est jouable dans Rayman M, Rayman Origins et Rayman Legends. Globox mesure presque 2 mètres et est constitué de 816 polygones. D'ailleurs, on apprend dans Rayman Origins qu'à la base, Globox était de couleur rouge, et qu'il est devenu bleu à la suite d'un accident. En effet, Globox mangeait des myrtilles, et a confondu un insecte avec le fruit, qui le piqua et changea la couleur de sa peau.
Dans Rayman 2: The Great Escape, il est capturé par les Robots-Pirates, mais sera libéré par Rayman.
Dans Rayman 3: Hoodlum Havoc, il  a malencontreusement avalé André. Lui et Rayman vont donc aller voir un médecin afin de faire sortir André de son corps.

### Murfy
Murfy est une petite créature ailée à peau verte. Il ressemble à un croisement entre une grenouille et une mouche. Sa bouche affiche toujours un large sourire, révélant ses grandes dents qui sont d'un blanc éclatant. C'est un ami de Rayman auquel il sert de guide, de coach ou de compagnon dans les différents opus de la série. Il est connu pour sa soif de connaissance, qui le pousse à collecter le plus d'informations possible et à être au courant de tous les évènements. Murfy est très sarcastique, moqueur et vulgaire.

### Les Ptizêtres
Les Ptizêtres sont de petites créatures au nez allongé avec des yeux noirs. Ils existent sous de nombreuses formes et la plupart d'entre eux ont des pouvoirs magiques. Ils apparaissent pour la première fois dans Rayman 2: The Great Escape. Dans cet opus, l'ensemble des Ptizêtres ont oublié qui était le roi, et ils se disputent constamment pour savoir qui portera la couronne. Ils sont les gardiens du "Cœur du monde". Dans Rayman 3: Hoodlum Havoc, la majorité des Ptizêtres qui apparaissent (y compris les médecins) ont des excuses stupides pour avoir une raison de quitter le héros une fois leur tâche terminée. Ils sont jouables dans Rayman M, Rayman Origins et Rayman Legends. Les Ptizêtres mesurent 1 mètre 10.

### Les Princesses Guerrières
Dans Rayman Legends, les différents mondes de la Croisée sont chacun dirigés par deux princesses guerrières. Leurs compétences au combat, leurs tenues, physiques et histoires sont tous différents. Les princesses de chaque monde sont sœurs, et elles représentent à chaque fois le côté lumière et ombre du monde parcouru. 
- Dans le monde Ptizêtres en détresse, les princesses sont Barbara et Elysia.
- Dans le monde Le royaume des crapauds, les princesses sont Aurora et Twila.
- Dans le monde Fiesta de los Muertos, les princesses sont Estellia et Sélénia.
- Dans le monde 20 000 Lums sous les mers, les princesses sont Ursula et Emma.
- Dans le monde Olympus Maximus, les princesses sont Olympia et Sibylla.

Dans les versions Wii U et Nintendo Switch, il existe une princesse guerrière du nom de Avelina, car elle porte les mêmes vêtements qu'Aveline de Granpré dans Assassin's Creed III: Liberation. Cette princesse était, sur Wii U, réservée aux joueurs ayant précommandé le jeu, mais est disponible dès le commencement d'une partie sur Switch.

### Bétilla
Bétilla est une fée humanoïde apparaissant dans Rayman, Rayman Origins et plusieurs jeux éducatifs. Elle a de longs cheveux rouges et des vêtements verts.
Elle maîtrise une puissante magie. Elle peut rentrer entièrement dans son chapeau, se téléporter et faire apparaître ou disparaître des personnes et des objets. Elle s'entendait bien avec Le Magicien avant qu'il ne change de camp.
Bétilla a cinq sœurs : Aline Louïa, Sandra Misu, Dora Dodemer, Ambre Écueil et Mama Vaudou. Elles forment un groupe de nymphes, dont Bétilla est la cheffe. Elle est liée aux forêts et aux jungles. Bétilla a procédé à la dernière phase du rituel de création de Rayman, qui était privé de membres à cause des Lums perdus lorsque les nymphes ont été poursuivies par des poulets-zombies.

### Ly
Ly est une amie proche de Rayman apparaissant dans Rayman 2: The Great Escape. Elle guide Rayman tout au long de son aventure et peut lui donner de nouveaux pouvoirs au fur et à mesure du nombre de Lums d'argent qu'elle obtient.

### Clark
Clark serait un des premiers êtres créés par Polokus, afin qu'il puisse façonner les terres, les lacs, les montagnes, etc.
Il apparaît uniquement dans Rayman 2: The Great Escape. Lors de leur première rencontre, Clark dit à Rayman qu'il a avalé un boulon en se battant contre les Robots-Pirates. Rayman va alors chercher un "élixir de vie", caché dans "La grotte des mauvais rêves", gardé par Jano. Par la suite, Clark se fera capturer et hypnotiser par les Robots-Pirates afin de combattre Rayman, mais ce dernier finira par libérer son ami.

### Les moustiques
Les moustiques sont des insectes géants qui figurent dans plusieurs jeux Rayman. Ils ont une peau rose, de gros yeux ronds et un grand proboscis jaune.
Deux moustiques apparaissent dans le premier jeu Rayman : Bzzit et Moskito.
Bzzit sert de mini-boss. Il devient ensuite ami avec le héros et lui sert de monture dans la troisième section du niveau. Moskito poursuit Rayman en portant un énorme fruit piquant, puis l'affronte en tant que boss. Bzzit apparaît aussi dans Rayman Revolution (le portage de Rayman 2: The Great Escape sur Playstation 2), où Rayman doit le libérer pour pouvoir atteindre l'Île Perdue, où se trouve le premier masque de Polokus.
Moskito apparaît d'abord en tant que boss dans le premier jeu, puis dans Rayman Origins et Rayman Legends, chevauché à plusieurs reprises par les héros. Il sert de monture dans les niveaux de shoot'em up et certaines salles secrètes. Il est capable de tirer des projectiles de salive et d'aspirer les ennemis.
Un moustique nommé « Aedes Raymanis » (ce qui veut dire littéralement « Moustique de Rayman ») fait une apparition caméo sur le nez d'une vache morte dans Beyond Good & Evil, un autre jeu de Michel Ancel.

### Polokus
Polokus (également appelé L'Esprit du Monde, ou encore Le Bulleur de Rêves) est un être pâle avec de longs bras apparaissant dans Rayman 2: The Great Escape, Rayman Origins et Rayman Legends. Il est peut-être polymorphe vu que son apparence est différente entre Rayman 2 et Rayman Origins.
Avant les événements des jeux, La Croisée des Rêves était à l'origine uniquement peuplée par de petits êtres de lumière, appelés Lums. Un jour, les Lums se mirent à penser, et leur conscience s'incarna en un être étrange et merveilleux : Polokus. Polokus est si puissant que le moindre de ses rêves ou désirs devient réalité. Il décida d'utiliser son pouvoir pour peupler la Croisée des Rêves. Avec ses rêves paisibles, il donna la vie aux fées, aux Ptizêtres, Murfy, Globox et à bien d'autres autochtones et animaux.
Malheureusement, ses mauvais rêves et ses pensées négatives donnèrent vie à des créatures effrayantes et malfaisantes. De son premier cauchemar, Polokus a engendré une féroce créature : Jano. Ses cauchemars se multipliant, et Polokus ne pouvant rien faire pour les maîtriser, décida de les enfermer dans deux endroits différents : "La Grotte des Mauvais Rêves", et "La Lande aux Esprits Frappées". Par la suite, il décida se retirer de la Croisée des Rêves.

## Antagonistes principaux

### Mr. Dark
Mr. Dark est un personnage des plus mystérieux, qui cache sa véritable identité grâce à ses habits. Il porte un grand chapeau, qui dissimule le haut de son visage, une longue cape, qui recouvre le bas de son visage et son corps, des gants et des chaussures pointues. Seuls ses yeux jaunes et inquiétants sont visibles. Sorcier rusé et maléfique, il maîtrise une puissante magie noire qui lui permet de lancer des sorts redoutables, la plupart étant liés au feu et à la foudre. Il est également capable de changer d'apparence comme bon lui semble. Ne pensant qu'à semer le mal autour de lui, il cherche à briser la stabilité de la Croisée des Rêves, pour qu'elle et ses habitants sombrent dans les ténèbres et le chaos.
Mr. Dark apparaît uniquement dans le tout premier Rayman. Après que Rayman l'a vaincu, il a pris la fuite et on ignore ce qu'il est devenu.

### Barbe-Tranchante
L'amiral Barbe-Tranchante est le chef des Robots-Pirates. Il est connu dans la galaxie pour avoir envahi et asservi plus d'une centaine de mondes pacifiques et réduit leur population en esclavage. Bien que petit et d'allure un peu ridicule, Barbe-Tranchante est un personnage dangereux. Il apparaît en tant qu'antagoniste principal dans Rayman 2: The Great Escape et Rayman 3 GBA. Il apparaît comme bras droit de Rigatoni dans la série animée.

### André
André est un lums noir, mais aussi leur chef, et principal antagoniste de Rayman 3: Hoodlum Havoc. Il est cruel, vulgaire, frénétique, fou et machiavélique André s'est fait avaler par Globox. Une fois sorti de son ventre, il tentera d'invoquer, avec Reflux, Le Leptys (sorte de dieu) pour tenter de contrôler le monde et surtout, vaincre Rayman.

### Reflux
Le plus fort des Knaarens, et aussi le seul vulnérable. Il est le boss final de Rayman 3: Hoodlum Havoc. Champion de lutte, il est battu par Rayman lors de son premier combat. Humilié, il se laissera convaincre par André de dérober le sceptre de son roi pour invoquer le dieu Leptys afin de devenir plus fort et de prendre sa revanche sur Rayman. Une fois le sceptre de Leptys volé, il demande au dieu de lui transmettre ses pouvoirs. Reflux combat alors Rayman, mais voyant que ses nouveaux pouvoirs ne suffisent toujours pas à vaincre Rayman, il retourne alors sceptre contre lui, et devient géant. Mais le héros finira tout de même par le vaincre, et Reflux meurt sur la Tour du Leptys.

### Le Magicien
Bien qu'il ait aidé Rayman dans le passé, Le Magicien est en fait un grand fan de Mister Dark (le premier ennemi de la série) et veut lui ressembler à tout prix. Selon Le Magicien, vu que les cauchemars de Polokus ont engendré des êtres maléfiques, la Croisée des Rêves ne sera jamais en paix tant que Polokus vivra, ce qui explique sa haine envers lui et les cauchemars. Il apparaît dans Rayman en tant qu'aide pour Rayman, puis dans Rayman Origins et Rayman Legends en tant qu'antagoniste principal. Son rôle d'antagoniste est révélé dans les trois derniers niveaux d'Origins. Il revient 100 ans plus tard dans Legends et se divise en cinq ptizêtres maléfiques.
Dans le premier opus, Le Magicien fait partie de la même espèce que Rayman (sans bras ni jambes), mais dans Origins et Legends, il s'agit d'un Ptizêtre. On ignore ce changement d'apparence.

### Rigatoni
Rigatoni est le principal antagoniste de la série animée. Son bras droit est Barbe-Tranchante. Il capture Rayman et ses amis pour son cirque. Après leur évasion, il envoie l'inspecteur Grub pour capturer Rayman et ses amis. Il n’apparaît que dans le premier épisode. On ignore si dans les épisodes qui n'ont pas été diffusés il devait réapparaître. On ignore aussi comment Barbe-Tranchante est devenu le chef des robots pirates.

## Antagonistes secondaires

### Mr. Sax
Mr. Sax est un boss dans Rayman. À l'origine pacifique, il est devenu mauvais lorsque Mr. Dark a volé le Grand Protoon. Lorsqu'il sera vaincu par Rayman, il redeviendra gentil. Mr. Sax ressemble à un grand saxophone, d'où son nom.

### Mr. Stone
Mr. Stone est une espèce de monstre de pierre et le troisième boss de Rayman. Lui aussi est devenu méchant lorsque Mr. Dark a volé le Grand Protoon.

### Space Mama
Space Mama est le quatrième boss du premier opus. Rayman devra l'affronter à deux reprises, sur un décor de pièce de théâtre. D'abord, elle sera vêtue d'une tenue de Viking, et plus tard, elle arborera une tenue d'astronaute. Space Mama se bat avec l'aide de son rouleau à pâtisserie qui lui permet de lancer soit des couteaux, soit des rayons lasers.

### Skops
Cinquième et avant dernier boss de Rayman, Skops est un grand scorpion rouge avec une seule pince. Tout comme ses congénères, il est lui aussi devenu méchant quand Mr. Dark a volé le Grand Protoon.

### Bad Rayman
Bad Rayman est un clone maléfique de Rayman créé par Mr. Dark dans le seul but de détruire son homologue original. Bad Rayman copie tous les mouvements de Rayman, et il ne faut surtout pas le toucher, sinon Rayman meurt sur le coup. De plus, Bad Rayman est invincible, et le seul moyen de s'en débarrasser est de finir le niveau. Physiquement, il ressemble au héros, sauf qu'il dispose d'autres couleurs, comme les yeux jaunes, des gants bleu clair, un t-shirt et des chaussures bleu foncé, et un foulard et des cheveux fuchsia.
Dans les versions GameCube et Xbox américaines de Rayman M, Rayman dispose d'un skin appelé Dark Rayman. Bien qu'ils aient des différences physiques (Dark Rayman ayant des yeux et des gants rouges, un t-shirt noir avec une croix blanche, des chaussures orange, ainsi qu'un foulard jaune), il semblerait que Dark Rayman soit une "référence" à Bad Rayman.
On retrouve également un personnage jouable similaire dans Rayman Origins et Rayman Legends, appelé "Raymésis".
Un Rayman de couleur noire et blanche apparaît dans certains niveaux de Rayman Legends. Bien qu'on ignore s'il s'agit du même Bad Rayman que dans le premier opus, son rôle est le même (il est invincible, copie les mouvements, et il faut finir le niveau pour s'en débarrasser).

### Jano
Lors de son premier cauchemar, Polokus a engendré une infecte et féroce créature : Jano. C'est une sorte de monstre cyclopéen avec des bras squelettiques. Il apparaît dans Rayman 2: The Great Escape et Rayman 3 GBA, et est mentionné dans le manuel de Rayman Origins. Polokus a enfermé ses Cauchemars dans la Grotte des Mauvais Rêves, et a fait de Jano le gardien de ce lieu.

### Les Robots-Pirates
Les Robots-Pirates sont des sbires de Barbe-Tranchante apparaissant dans Rayman 2: The Great Escape. Parmi les membres les plus notables, on peut citer :
- Barbe-Tranchante
- La Femme-Rasoir : la femme de Barbe-Tranchante.
- Le Pirate Lunette : le second de Barbe-Tranchante, qui sert de guide à ce dernier sur les agissements de Rayman
- Les Tonneaux à pattes : un Robot-Pirate se cache dans un tonneau en bois, équipé d'un canon.
- Les Pirates Gorilles : comme leur nom l'indique, ce sont des Robots-Pirates a l'apparence de gorilles. Ils sont assez costauds pour résister aux boules d'énergies de Rayman, mais ils ne sont pas très intelligents, ce qui permet de facilement les piéger en les faisant tomber dans le vide.
- Ninjaws : le chef des sbires ninjas, une armée d'élite de Barbe-Tranchante. Il apparaît uniquement dans la version PlayStation de Rayman 2: The Great Escape au Sanctuaire de Pierre et de Feu. Il semble être l'un des meilleurs sbires de Barbe-Tranchante.
- Henchman 800 : il en existe de différentes couleurs et sont les ennemis les plus récurrents du jeu. Un membre semble sortir sur lot, car il est un peu plus performant (voir plus bas).
- Henchman 100 : personnage de Rayman M.

### Robot-Dinosaure
Le Robot Dinosaure est une gigantesque machine en forme de dinosaure, créée par les Robots-Pirates pour rechercher le quatrième masque de Polokus. Il passe le plus clair de son temps à sautiller. Il est contrôlé par le Pirate Lunette à l'aide d'une télécommande.
Dans Rayman 2: The Great Escape, il monte la garde devant la maison de correction pour enfants turbulents. Lorsque Rayman sort de la maison de correction à dos d'obus à pattes, le Robot Dinosaure se lance à sa poursuite.

### Les Hoodlums
Les Hoodlums sont des Lums Noirs vêtus de costumes de combat apparaissant dans Rayman 3: Hoodlum Havoc. Il en existe de plusieurs sortes, avec des capacités différentes :
- Les Fantasnips : Ce sont les soldats de base. Il existe trois grades de Fantasnips : Le Troufion, vêtu de bleu et d'un calot, tirant des flèches d'énergie, le Caporal, le plus courant, vêtu d'orange et portant un sombrero, et l'Officier, très coloré et capable de tirer trois boulets d'énergie.
- Les Hallebaffiers : Ce sont les Hoodlums les plus faibles, vêtus de rouge, qui peuvent être éliminés en un coup. Ils sont capables de surgir du sol pour surprendre Rayman.
- Les Boomboleros : Ce sont les grenadiers de l'armée Hoodlum. Ils jettent des gourdes pleines de jus de prune qui rebondissent par terre avant d'exploser
- Les Jamboombeurs : Ce ne sont que des Boomboleros sur des échasses. Il faut briser ces dernières pour les faire tomber dans l'eau, où pour les affronter.
- Les Toupignards : Ces Hoodlums vêtus d'une cotte de mailles tourbillonnent quand on s'approche d'eux. Il faut les pousser dans l'eau ou dans le feu pour les détruire.
- Les Aéroniflards : Petits Hoodlums volants et très bruyants des forces aéroportées Hoodlums.
- Les Paragnons : Hoodlums massifs protégés par un bouclier, qui produisent des Minignons.
- Les Minignons : Hoodlums minuscules kamikazes qui se précipitent vers Rayman pour exploser.
- Les Bracadabreurs : Sorciers Hoodlums, qui protègent les troupes avec un rayon magnétique. Ils sont capables de disparaître pour échapper aux poings de Rayman.
- Les Sulfators : Gardes Hoodlums imposants, dont l'armure résistante a été conçue à partir de toilettes. Il faut les débarrasser de leur protection à l'aide de la lessive laser rouge Pulveropoing pour les blesser
- Les Lavomatrix : Machines à laver transformées par les Hoodlums en redoutables robots aériens de combat. Ils attaquent toujours par deux.
- Les Flapoteurs : Petits Hoodlum volants qui transportent des troupes.

### Les Knaarens
Les Knaarens sont des ennemis secondaires de Rayman 3: Hoodlum Havoc. Ils ont la particularité d'être invincibles, c'est-à-dire que Rayman ne peut pas les éliminer en les attaquant avec ses poings. Malgré cette particularité, un seul Knaaren est vulnérable, il s'agit de Reflux.

### Les Quatre Rois
Les Quatre Rois sont des boss de Rayman Origins. Bien que pacifiques au début, ils ont changé de comportement et d'apparence à cause des Cauchemars de Polokus qui les ont corrompus. Une fois que Rayman les a vaincus, ils redeviennent gentils.
Comme leurs noms l'indiquent, ils sont on nombre de quatre et gouverne chacun un monde :
- Carnivora, une plante carnivore, reine des mondes de la forêt
- L'Oiseau Moqueur, un gros oiseau, reine des mondes musicaux
- El Stomacho, un petit dragon, roi des mondes des dragons
- Creveton, une crevette, roi des mondes des océans

Bien que le nom du groupe est "Les Quatre Rois", il y a en réalité deux rois et deux reines.

### Big Mama
Big Mama est un boss optionnel dans Rayman Origins. Pour y accéder, il faut avoir trouvé les dix dents de la mort à travers le jeu, ce qui débloquera un monde bonus, la Landes aux Esprits Frappées souterraine. Big Mama ressemble à un gigantesque monstre, avec de multiples yeux et des tentacules. Une fois vaincue, Big Mama se révèle en fait être Mamma Vaudou, une nymphe, qui a été capturée par les Cauchemars de Polokus et transformée en monstre.

## Autres personnages

### Tarayzan
Tarayzan est un personnage apparaissant dans le tout premier Rayman. Il fait partie de la même espèce que Rayman (c'est-à-dire sans bras, ni jambes), a les cheveux noirs, une boucle d'oreille et un pagne en peau de léopard. Tarayzan a justement perdu son pagne, et demande à Rayman de le lui récupérer. Une fois ceci fait, Tarayzan offre une graine magique à Rayman, afin qu'il puisse faire pousser des fleurs et s'échapper du "Marais de l'Oubli", qui commence à être inondé. On revoit Tarayzan sur plusieurs photos lors des crédits de fin.

### Le Photographe
Le Photographe est également un personnage apparaissant dans le premier Rayman. Il fait office de point de contrôle. En effet, Rayman doit se placer derrière un panneau, et Le Photographe prendra une photo de Rayman, ce qui aura pour effet de recommencer à partir de cet endroit si on perd une vie.
Il réapparaît aussi dans des jeux éducatifs.

### Le Musicien
Dans le premier jeu, Rayman rencontre Le Musicien qui est triste car sa guitare s'est faite écraser par un rocher. Rayman lui en fabrique donc une nouvelle. En guise de remerciement, Le Musicien donne à Rayman le pouvoir du "Super Hélicoptère". Contrairement à "L'hélicoptère" qui permet de planer, le "Super Hélicoptère" permet de s'envoler. On revoit Le Musicien lors des crédits de fin, accompagné de sa femme et son fils.

### Joe l'extraterrestre
Joe l'extraterrestre est un allié de Rayman qui apparaît dans le premier opus. Il tient une crêperie sur une plage. Malheureusement, l’électricité de son enseigne ne fonctionne plus. Joe demande alors de l'aide à Rayman afin de rétablir le courant. une fois fait, il aidera Rayman à traverser le lac. On revoit Joe sur des photos lors su générique de fin.

### Les nymphes
Les nymphes sont un groupe de fées et toutes des sœurs, dont Bétilla est la cheffe. Elles apparaissent dans Rayman Origins (mis à part Bétilla qui est déjà apparue dans le premier Rayman), et sont au nombre de six.
Certaines nymphes sont liées à une contrée qu'un des Quatre Roi gouverne. Bétilla est lié au monde de la forêt, Aline Louïa au monde de la musique, Sandra Misu celui des dragons et Dora Dodemer celui des océans. Seules Ambre Écueil et Mamma Vaudou ne sont liés à aucun des Quatre Rois.
Dans Rayman Origins, ce sont elles qui ont créé Rayman, afin d'avoir un protecteur pour éliminer les Cauchemars de Polokus. Il est aussi expliqué pourquoi Rayman n'a ni bras, ni jambes. En effet, ce dernier étant fabriqué à partir de lums, il en manquait aux fées lors de sa création.
Par la suite, les nymphes furent capturées par les Cauchemars de Polokus et enfermé dans des cages. Lorsque Rayman les libèrent, elle lui confie un nouveau pouvoir (comme nager sous l'eau ou encore courir sur les murs). Seule Mamma Voudou n'a pas été enfermée dans une cage, mais transformé en Big Mama.

### Tily
Apparaissant uniquement dans Rayman M en tant que personnage jouable, Tily est une jeune fée capable de réduire la taille de son corps pour devenir une sorte de papillon.
Ly devait être jouable dans Rayman M, mais elle a été remplacée par Tily.

### Uglette
Uglette est la femme de Globox et apparaît dans Rayman 2 : The Great Escape. Lorsqu'elle rencontre Rayman, elle lui dit que ses enfants ont été capturés par les Robots-Pirates. Rayman finira par les délivrer, et Uglette et ses enfants s'enfuiront avec un vaisseau pirate. Physiquement, elle est exactement comme Globox, sauf qu'elle à la peau rose.

### Globette
Globette est un personnage apparaissant uniquement dans Rayman Rush, le portage Playstation de Rayman M. Elle fait partie des personnages jouables, à la place des Ptizêtres, qui ne sont pas disponibles dans cette version. Elle ressemble fortement à Uglette, sauf que sa peau à des teintes un peu plus rouge, et porte un nœud papillon. Le manuel du jeu nous indique qu'il s'agit d'une amie de Globox.

### Dark Globox
Dark Globox est un sosie maléfique de Globox. Dans les versions GameCube et Xbox de Rayman Arena, bien que Rayman possède un skin appelé Bad Rayman, Dark Globox lui est un personnage jouable à part entière. Il est un peu plus costaud que Globox, de couleur violette, avec un crâne sur le dos. Il possède aussi quelques mèches de cheveux. Dark Globox semble encore moins intelligent que Globox, car il ne sait pas parler, et fait que grogner. Il peut également tourbillonner sur lui-même et tirer des projectiles avec sa bouche.

### Henchman 800
Henchman 800 est un sbire Robot-Pirate de couleur rouge qui est jouable dans Rayman M. Ce sbire semble plus développé que ses congénères, car il dispose d'un jet pack, et est plus agile.

### Henchman 1000
Henchman 1000 est un personnage déblocable dans Rayman M. Physiquement, il est grand, avec un corps et des bras gris, un pantalon brun et des chaussures noires. L'Henchman 1000 serait une version améliorée des sbires Henchman 800. Malheureusement, on ne dispose d'aucune information sur lui.

### La Femme-Rasoir
La Femme-Rasoir est la femme de Barbe-Tranchante. Elle apparaît uniquement dans Rayman M en tant que personnage jouable à débloquer. Elle porte une robe jaune, des lunettes de soleil rose, et une perruque bleue.